# Georgina Spelvin

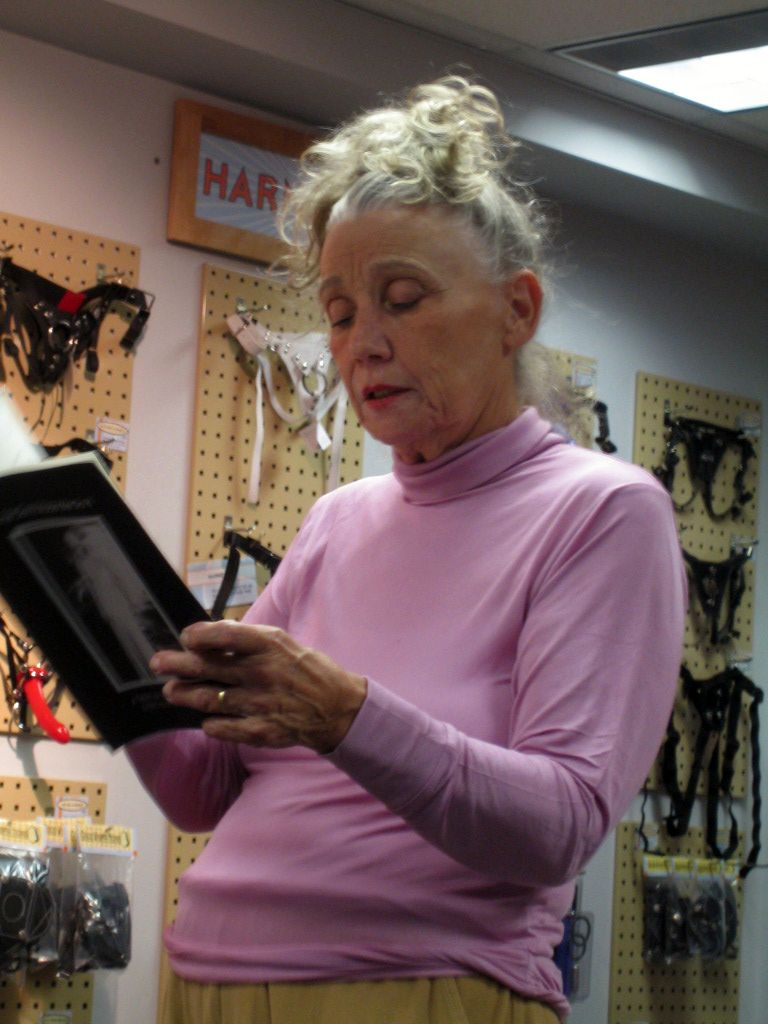
Georgina Spelvin (2008)

Georgina Spelvin (geboren als Michelle Graham; * 1. März 1936 in Houston, Texas) ist eine US-amerikanische Pornodarstellerin. Sie war in den 1970er Jahren der Star des Films The Devil in Miss Jones, der als einer der ersten Arthouse-Pornos gilt. Weitere Pseudonyme sind: Shelley Abels, Claudia Clitoris, Tia Von Davis, Dorothy May, Merle Miller, Ruth Raymond, Georgette Spelvin und Ona Tural.

## Leben
Spelvin litt als Kind an Kinderlähmung, überstand die Krankheit aber gut und wurde Tänzerin. Ihre Filmkarriere begann 1955 mit der kleinen Rolle eines Chormädchens in Schwere Jungs – leichte Mädchen von Joseph L. Mankiewicz. Über ihren Freund, den Pornodarsteller Harry Reems, lernte sie den Pornofilmregisseur Gerard Damiano kennen und tauchte in dieses Genre ein.
Ihr erster Pornofilm entstand 1970 unter dem Titel Teachers and Cream. Weltbekannt wurde Spelvin 1973 mit der Hauptrolle in The Devil in Miss Jones, der als Klassiker des Pornofilms gilt. Neben und nach ihrer Karriere als Pornodarstellerin wirkte sie auch in Low-Budget-Horrorfilmen und Komödien wie Police Academy mit.
„Georgina Spelvin“ war ursprünglich das weibliche Pendant zu „George Spelvin“: ein Pseudonym, das Schauspieler(innen) an amerikanischen Theatern verwendeten, wenn sie anonym bleiben wollten, ähnlich wie das entsprechende Filmregisseurspseudonym Alan Smithee. Die diesbezügliche Verwendung des Pseudonyms kam außer Gebrauch, nachdem Graham „Georgina Spelvin“ als festes Pseudonym für ihre Mitwirkung in Pornofilmen gewählt hatte.
2009 trat Georgina Spelvin in einem von Toby Dye produzierten Musikvideo des Songs Paradise Circus von Massive Attack auf. Darin beschreibt die mittlerweile 73-jährige ihre Erinnerungen an die Dreharbeiten zu The Devil in Miss Jones.

## Filmografie
- 1957: Les collégiennes
- 1968: Sex by Advertisement
- 1969: Career Bed
- 1972: Fongaluli
- 1973: The Devil in Miss Jones
- 1973: Devil’s Due
- 1973: Over Sexposure
- 1973: Bedroom Bedlam
- 1973: Guess Who’s Coming
- 1973: Lecher
- 1973: Flip Chicks
- 1973: The New Comers
- 1973: The Russians Are Coming
- 1973: Teachers and Cream
- 1973: High Priestess of Sexual Witchcraft
- 1973: The Erotic Memoirs of a Male Chauvinist Pig
- 1973: Honeymoon Suite
- 1973: Sleepy Head
- 1973: The Birds and the Beads
- 1974: Intensive Care
- 1974: Lip Service
- 1974: Deep Throat Part II
- 1974: Fringe Benefits
- 1974: Bible!
- 1974: Happy Days
- 1974: Girls for Rent
- 1974: Wet Rainbow
- 1974: Sexual Ecstasy of the Macumba
- 1974: Die privaten Nachmittage der Pamela Mann (The Private Afternoons of Pamela Mann)
- 1975: All the Way
- 1975: The Mount of Venus
- 1975: 3 A.M.
- 1975: Fantasy in Blue
- 1975: Tarz & Jane Cheeta & Boy
- 1976: Emanuelle im Lustschloß der Sinnlichkeit (The Journey of O)
- 1977: Desires Within Young Girls
- 1977: The Jade Pussycat
- 1978: Sensual Encounters of Every Kind
- 1978: El Paso Wrecking Corp.
- 1978: Easy
- 1978: Take Off
- 1978: Erotic Adventures of Candy
- 1978: Love Airlines
- 1978: Honky Tonk Nights
- 1979: Tropic of Desire
- 1979: The Ecstasy Girls
- 1979: Fantasy
- 1979: Enthüllte Geheimnisse (Mystique)
- 1979: Die feuchten Träume von Babylon (Babylon Pink)
- 1979: For Richer for Poorer
- 1980: Garage Girls
- 1981: Ring of Desire
- 1981: Unzüchtige Posen (Indecent Exposure)
- 1981: The Seven Seductions
- 1981: Die Nacht der wilden Ladies (The Dancers)
- 1981: Country Comfort
- 1982: The Devil in Miss Jones Part II
- 1982: Center Spread Girls
- 1982: Urban Cowgirls
- 1983: When She Was Bad
- 1983: Between Lovers
- 1983: Eighth Erotic Film Festifal
- 1984: Police Academy – Dümmer als die Polizei erlaubt (Police Academy)
- 1986: Police Academy 3 – … und keiner kann sie bremsen (Police Academy 3: Back in Training)
- 1989: Blutige Liebe (Bad Blood)
- 1990: Return to Justice
- 1994: Red Ribbons
- 1995: Dream On (Fernsehserie, eine Folge)
- 1997: Next Year in Jerusalem
- 1998: Famous Again
- 1999: Still Insatiable
- 2002: Die verlorene Welt (Sir Arthur Conan Doyle’s The Lost World, Fernsehserie, eine Folge)
- 2005: The Devil in Miss Jones
- 2013: Here Come the Girls (Kurzfilm)

## Auszeichnungen
- AVN Hall of Fame